# John Buchar
John Buchar (1983) è un allenatore di sci alpino ed ex sciatore alpino svedese.
È marito della statunitense Jenny Lathrop, a sua volta sciatrice alpina di alto livello.

## Biografia

### Carriera sciistica
Buchar, attivo in gare FIS dal gennaio del 1999, in Coppa Europa esordì il 19 dicembre 2001 a Saalbach-Hinterglemm in discesa libera, senza completare la prova, ottenne il miglior piazzamento il 22 gennaio 2004 ad Altenmarkt-Zauchensee nella medesima specialità (34º) e prese per l'ultima volta il via il giorno successivo nella medesima località in supergigante (85º). Trasferitosi nel 2005 negli Stati Uniti, a Denver, in Nor-Am Cup esordì il 28 novembre dello stesso anno a Keystone in slalom gigante, senza completare la prova, e ottenne i migliori piazzamenti (16º) in slalom speciale il 3 dicembre 2008 a Loveland e il 5 dicembre successivo a Winter Park, alla sua ultima gara nel circuito. Si ritirò durante la stagione 2008-2009 e la sua ultima gara fu uno slalom speciale universitario disputato il 7 febbraio a Winter Park, vinto da Buchar; in carriera non debuttò in Coppa del Mondo né prese parte a rassegne olimpiche o iridate.

### Carriera da allenatore
Dopo il ritiro è divenuto allenatore nei quadri del Park City Ski Team, assumendo il ruolo di direttore dei programmi di sci alpino.

## Palmarès

### Nor-Am Cup
- Miglior piazzamento in classifica generale: 91º nel 2009

### Campionati svedesi
- 1 medaglia:
  - 1 bronzo (supergigante nel 2005)